# José Lindoso
José Bernardino Lindoso (Manicoré, 21 de agosto de 1920 — Manicoré, 25 de fevereiro de 1993) foi um advogado e político brasileiro.
Filho de Zacarias Afonso Lindoso e Zenóbia Pereira Lindoso.
Foi governador do Amazonas, de 15 de março de 1979 a 15 de maio de 1982.
Foi membro da Academia Amazonense de Letras.